# Kurzschnauzen-Knochenhecht
Der Kurzschnauzen-Knochenhecht (Lepisosteus platostomus) ist eine Fischart aus der Familie der Knochenhechte (Lepisosteidae). Die Art kommt im Mississippi River und seinen Nebenflüssen, um den Lake Michigan, sowie an der Golfküste im Calcasieu und Mermentau vor. Im Gegensatz zu anderen Knochenhechten besiedelt die Art nur Süßwasserbereiche.

## Merkmale
Der Kurzschnauzen-Knochenhecht weist wie alle Knochenhechte einen annähernd zylindrischen, mit Ganoidschuppen gepanzerten Körper, zu einer Schnauze verlängerte Kiefer, eine weit hinten sitzende Rücken- und Afterflosse sowie tief am Körper ansitzende Brust- und Bauchflossen auf. Seine Schnauze ist etwa so lang wie der Rest des Kopfes. Der Rücken ist dunkel olivgrün bis graubraun, die Flanken sind heller und der Bauch weißlich. Der Rumpf und die unpaarigen Flossen weisen große, runde dunkle Flecken auf. Vom Gemeinen Knochenhecht (Lepisosteus osseus) unterscheidet sich die Art durch die deutlich kürzere Schnauze, vom Gefleckten Knochenhecht (Lepisosteus oculatus) durch das Fehlen von Flecken auf Schnauze, Kopf und dem vorderen Teil des Rumpfes. Sie erreichen eine Länge von etwa 60 Zentimetern. Rücken- und Afterflosse weisen je sieben bis neun Weichstrahlen auf. Entlang der Seitenlinie sitzen 53 bis 63 Schuppen.
Die maximale dokumentierte Größe lag bei 88 Zentimetern, das Höchstgewicht bei 2,6 kg und das Höchstalter bei 20 Jahren.

## Lebensweise
Im Vergleich zu anderen Knochenhechten machen beim Kurzschnauzen-Knochenhecht Krustentiere und Insekten gegenüber Fischen einen größeren Teil an der Beute aus.
Die Eier werden im Frühling und Frühsommer in einer gallertartigen Masse an Wasserpflanzen abgelegt. Beim Schlüpfen sind die Larven etwa 8 mm lang. Sie heften sich mit einem Saugnapf am Kopf an Wasserpflanzen an, bis der Dottervorrat aufgebraucht ist. Kurze Zeit später beginnen sie, an der Wasseroberfläche Luft aufzunehmen.